# Schistocerca quisqueya
Schistocerca quisqueya är en insektsart som beskrevs av Rehn, J.A.G. och Morgan Hebard 1938. Schistocerca quisqueya ingår i släktet Schistocerca och familjen gräshoppor. Inga underarter finns listade i Catalogue of Life.